# The Lovin' Spoonful
The Lovin' Spoonful son una banda  norteamericana de rock formada en Nueva York a mediados de los años 60 por los músicos John Sebastian y Zal Yanovsky. En 2000 fueron incluidos en el Salón de la Fama del Rock and Roll.

## Historia

### Inicios
La banda tuvo su origen dentro del contexto cultural surgido en Greenwich Village conocido como revival folk a principios de los años 60. El proyecto fue formado en el año 1965 por John Sebastian, cantante, guitarrista y armonicista nacido en Nueva York junto al vocalista y guitarrista canadiense Zal Yanovsky, quien compartía con Sebastian el amor a la música folk, en especial por la obra de Bob Dylan. Los dos había actuado juntos en cafés y pequeños clubes de Greenwich Village con el grupo The Mugwumps, donde compartían formación con Cass Elliot y Denny Doherty, futuros miembros de The Mamas & The Papas. Sebastian había tocado anteriormente en Even Dozen Jug Band y Yanovsky en el grupo folk The Halifax Three. Junto a Yanovsky y Sebastian, la formación original de The Lovin’ Spoonful se completó con el bajista Steve Boone y el batería Joe Butler. 
La banda grabó algunos temas para Elektra Records en 1965, sello que les ofreció la oportunidad de firmar un contrato discográfico, sin embargo previamente habían firmado con la discográfica Kama Sutra Records un contrato como músicos de sesión y, debido al interés de Elektra, Kama Sutra hizo valer sus derechos contractuales para retener al cuarteto. Los temas grabados para Elektra Records fueron publicados en 1966 dentro de un recopilatorio de varias bandas.

### Éxito (1965-1967)
The Lovin' Spoonful comenzaron a trabajar con el productor Erik Jacobsen y lanzaron su primer sencillo "Do You Believe in Magic" con Kama Sutra Records el 20 de julio de 1965, convirtiéndose en un éxito inmediato y alcanzando el número 9 del Billboard Hot 100. Este sería el primero de los siete sencillos de The Lovin' Spoonful que entraron de forma consecutiva en el top 10 del Billboard Hot 100 entre 1965 y 1966. A "Do You Believe in Magic" le siguió "You Didn't Have to Be So Nice" (Núm. 10), "Daydream" (Núm. 2), "Did You Ever Have to Make Up Your Mind?" (Núm. 2), "Summer in the City" (Núm. 1), su primer y único número 1, "Rain on the Roof" (Núm. 10) y "Nashville Cats" (Núm. 8). Gracias a ello, la banda obtuvo un tremendo éxito de ventas con sus cuatro primeros LP. El tercer álbum de la banda, What's Up, Tiger Lily?, sirvió además como banda sonora de la película homónima de Woody Allen. En 1967, repetirían experiencia, esta vez con Francis Ford Coppola, poniendo música a su película You're a Big Boy Now, cuya banda sonora fue escrita por John Sebastian.
A comienzos de 1967, la banda dejó al productor Erik Jacobsen y comenzó a trabajar con Joe Wissert, quien produjo el sencillo "Six O'Clock", número 18 en las listas norteamericanas. Ese mismo año se produjo un hecho importante para la formación, pues un escándalo de drogas acabó con la marcha de Zal Yanovsky. El guitarrista canadiense había sido detenido en San Francisco junto a Steve Boone por posesión de marihuana. Ante el temor de una deportación, dio el nombre de la persona que le había suministrado la droga, hecho que provocó una fuerte reacción de la comunidad hippie, que quiso boicotear la venta de los discos del grupo. Zanovsky abandonó la banda en mayo de 1967, poco después de la publicación del álbum You're a Big Boy Now, siendo sustituido por Jerry Yester. Con esta nueva formación, realizaron algunas grabaciones y se publicaron los sencillos "She Is Still a Mystery" y "Money", ambos producidos por Joe Wissert. A comienzos de 1968, el guitarrista, compositor y alma mater de la banda, John Sebastian, decidió abandonar el grupo para iniciar su carrera en solitario.

### Últimos años y reunión
Tras la marcha de Sebastian y Yanovsky, la banda, ahora convertida en trío, se quedaba sin sus dos miembros fundadores y el batería Joe Butler asumía la función de vocalista, hasta entonces ejercida por Sebastian. La banda comenzó a recurrir a compositores externos para producir nuevos temas y a músicos de sesión para las grabaciones. En 1968 publicaron el sencillo "Never Goin' Back (to Nashville)" escrito por John Stewart que alcanzó el puesto 73 de las listas de éxitos. Sin embargo, la formación no duró demasiado y a principios de 1969 decidieron separarse definitivamente, no sin antes publicar un último álbum; Revelation: Revolution '69.
La formación original de The Lovin' Spoonful (Sebastian, Yanovsky, Butler y Boone), se reunió de nuevo en octubre de 1979 para participar en el rodaje de la película de Paul Simon, One Trick Pony, ofreciendo una actuación en un hotel de las Montañas de Catskill.

### Regreso e inclusión en el Salón de la Fama del Rock and Roll
En 1991, tras llegar a un acuerdo con su compañía discográfica, Butler, Boone y Jerry Yester decidieron poner en marcha de nuevo The Lovin 'Spoonful. Sebastián y Yanovsky se negaron a participar. En marzo de 1992 el batería John Marrella se unió a la banda para permitir que Joe Butler se concentrarse exclusivamente en cantar. Después de un ensayo de dos meses en las montañas de Berkshire, el grupo comenzó a actuar. Desde entonces han sido numerosos los cambios en la formación, permaneciendo el trío Butler, Boone y Yester como miembros permanentes de la banda que en la actualidad continúa en activo.
The Lovin 'Spoonful fueron incluidos en el Salón de la Fama del Rock and Roll el 6 de marzo de 2000. A la ceremonia acudieron los cuatro miembros originales de la banda; John Sebastian, Zal Yanovsky, Joe Butler y Steve Boone que interpretaron el tema "Do You Believe in Magic".
Yanovsky murió en 2002.
En 2006 fueron incluidos en el Salón de la Fama de los Grupos Vocales.

## Discografía

### Sencillos

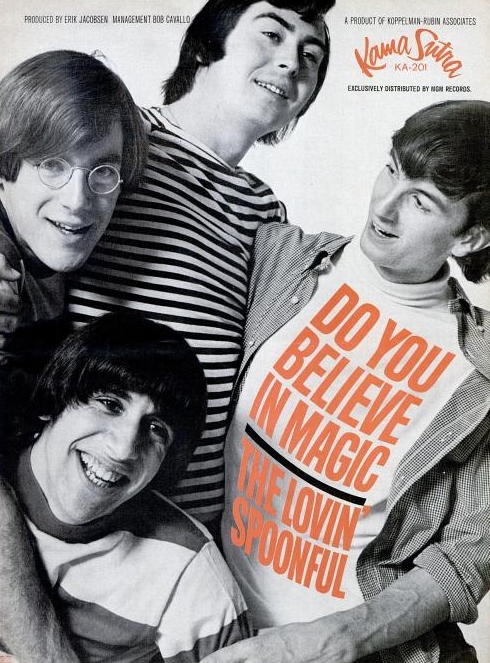
Anuncio del sencillo en Billboard
(n.º del 14 de agosto de 1965)

- 1965 - "Do You Believe in Magic" (del álbum Do You Believe in Magic)
- 1965 - "You Didn't Have to Be So Nice" (del álbum Daydream)
- 1966 - "Daydream" (del álbum Daydream)
- 1966 - "Did You Ever Have to Make Up Your Mind?" (del álbum Do You Believe in Magic)
- 1966 - "Jug Band Music" (del álbum Daydream)
- 1966 - "Summer in the City" (del álbum Hums Of The Lovin' Spoonful)
- 1966 - "Rain on the Roof" (del álbum Hums Of The Lovin' Spoonful)
- 1966 - "Nashville Cats" (del álbum Hums Of The Lovin' Spoonful)
- 1966 - "Full Measure" (del álbum Hums Of The Lovin' Spoonful)
- 1967 - "Darling Be Home Soon" (del álbum You're A Big Boy Now (Banda sonora))
- 1967 - "Six O'Clock" (del álbum Everything Playing)
- 1967 - "You're a Big Boy Now" (del álbum You're A Big Boy Now (Banda sonora))
- 1967 - "She Is Still a Mystery" (del álbum Everything Playing)
- 1968 - "Money" (del álbum Everything Playing)
- 1968 - "Never Goin' Back (to Nashville)" (del álbum Revelation: Revolution '69)
- 1968 - "('Til I) Run with You" (del álbum Revelation: Revolution '69)
- 1969 - "Me About You" (del álbum Revelation: Revolution '69)
- 1970 - "Younger Generation" (del álbum Everything Playing)

### Álbumes
- 1965 - Do You Believe in Magic
- 1966 - Daydream
- 1966 - What's Up Tiger Lily? (Banda sonora)
- 1966 - Hums of the Lovin' Spoonful
- 1967 - You're A Big Boy Now (Banda sonora)
- 1967 - Everything Playing
- 1969 - Revelation: Revolution '69